# Haut-Sassandra

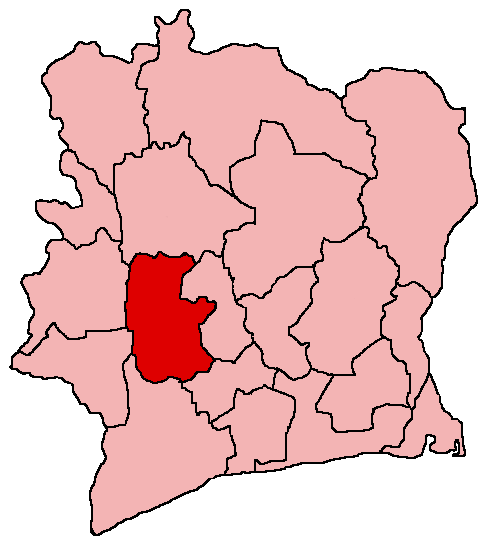
Poloha regionu Haut-Sassandra na mapě Pobřeží slonoviny

Haut-Sassandra je region v centrální části Pobřeží slonoviny. Jeho rozloha činí 15 200 km², v roce 2002 zde žilo 1 186 600 obyvatel. Hlavním městem regionu je Daloa.
Až do roku 2011 byl jedním z 19 regionů, ze kterých sestával stát Pobřeží slonoviny. V roce 2011 vznikl sloučením tohoto regionu s regionem Marahoué distrikt Sassandra-Marahoué. Region se dále dělí na 4 departementy.